# Matveï Zakharov
Pour les articles homonymes, voir Zakharov.
Matveï Vassilievitch Zakharov (en russe : Матве́й Васи́льевич Заха́ров), né le 17 août 1898 et mort le 31 janvier 1972, est un militaire soviétique. Il fut maréchal de l'Union soviétique, chef d'État-Major et ministre de la Défense.

## Biographie
Matveï Zakharov est né à Tver dans une famille de paysans. Il joignit les Gardes rouges (prédécesseurs de l'Armée rouge) en 1917. Il servit sous les ordres de Kliment Vorochilov pendant la Guerre civile russe. Zakharov fut diplômé de l'Académie militaire Frounzé en 1928, et de l'Académie soviétique de l'État-Major en 1937 (il fut diplômé un an plus tôt que prévu, à cause du manque d'officiers dans l'Armée rouge en raison de l'explosion de ses effectifs, mais aussi des purges de Staline).
Zakharov occupa de nombreux commandements de haut rang avant même le début de la Seconde Guerre mondiale. En 1937 il fut promu chef d'état-major du district militaire de Leningrad, puis entre 1938 et 1940 il fut commandant de l'état-major général, puis commandant du district militaire d'Odessa.
À la fin de 1941, juste après le début de l'invasion de l'Union soviétique par l'Allemagne nazie, il fut transféré au Nord, où il fut nommé chef d'état-major du théâtre du Nord-Ouest. Peu de temps après, il fut nommé chef d'état-major du front de Kalinine, un poste qu'il occupa la majeure partie de l'année 1942. En 1943, il fut nommé chef d'état-major du front de la steppe, renommé le deuxième front ukrainien vers le milieu de l'année. C'est à ce titre que Zakharov s'est révélé comme l'un des meilleurs commandants militaires de l'Union soviétique par sa participation dans la planification d'un certain nombre d'opérations couronnées de succès contre les forces allemandes, d'abord comme subalterne du maréchal Ivan Koniev, puis sous le maréchal Rodion Malinovsky.
Après la cessation des hostilités avec l'Allemagne, Zakharov fut transféré à l'Est, où il fut nommé chef d'état-major du front du Transbaïkal, où il prit part à la planification de l'invasion de la Mandchourie.
Après la guerre, Zakharov occupa plusieurs postes-clés dans l'armée. Entre 1945-1960, il fut le commandant de l'Académie soviétique de l'État-Major, chef adjoint à l'état-major général, inspecteur en chef des armées, commandant en chef du district militaire de Léningrad et commandant en chef du Groupe de Forces soviétiques en Allemagne. Le 8 mai 1959, Zakharov fut nommé maréchal de l'Union soviétique. Après avoir atteint ce grade, Zakarhov fut en même temps chef de l'État-major général et ministre de la Défense de 1960 à 1963. Il retourna ensuite brièvement à l'Académie soviétique de l'État-Major, où il fut une fois de plus le commandant jusqu'en 1964, quand il fut nommé sous-ministre de la défense, poste qu'il occupa jusqu'à sa retraite en 1971.
Deux fois veuf, Zakharov est mort le 31 janvier 1972. L'urne contenant ses cendres est enterré à la nécropole du mur du Kremlin.